# Callisphyris apicicornis
Callisphyris apicicornis là một loài bọ cánh cứng trong họ Cerambycidae.